# Peter Lorentzen
Peter Lorentzen, född 2 september 1983 i Halden, är en norsk före detta professionell ishockeyspelare (ytterforward).
Han har blivit norsk mästare i ishockey med Stavanger Oilers sju gånger: 2010, 2012, 2013, 2014, 2015, 2016 och 2017.